# Schubertstraße 2a (Weimar)

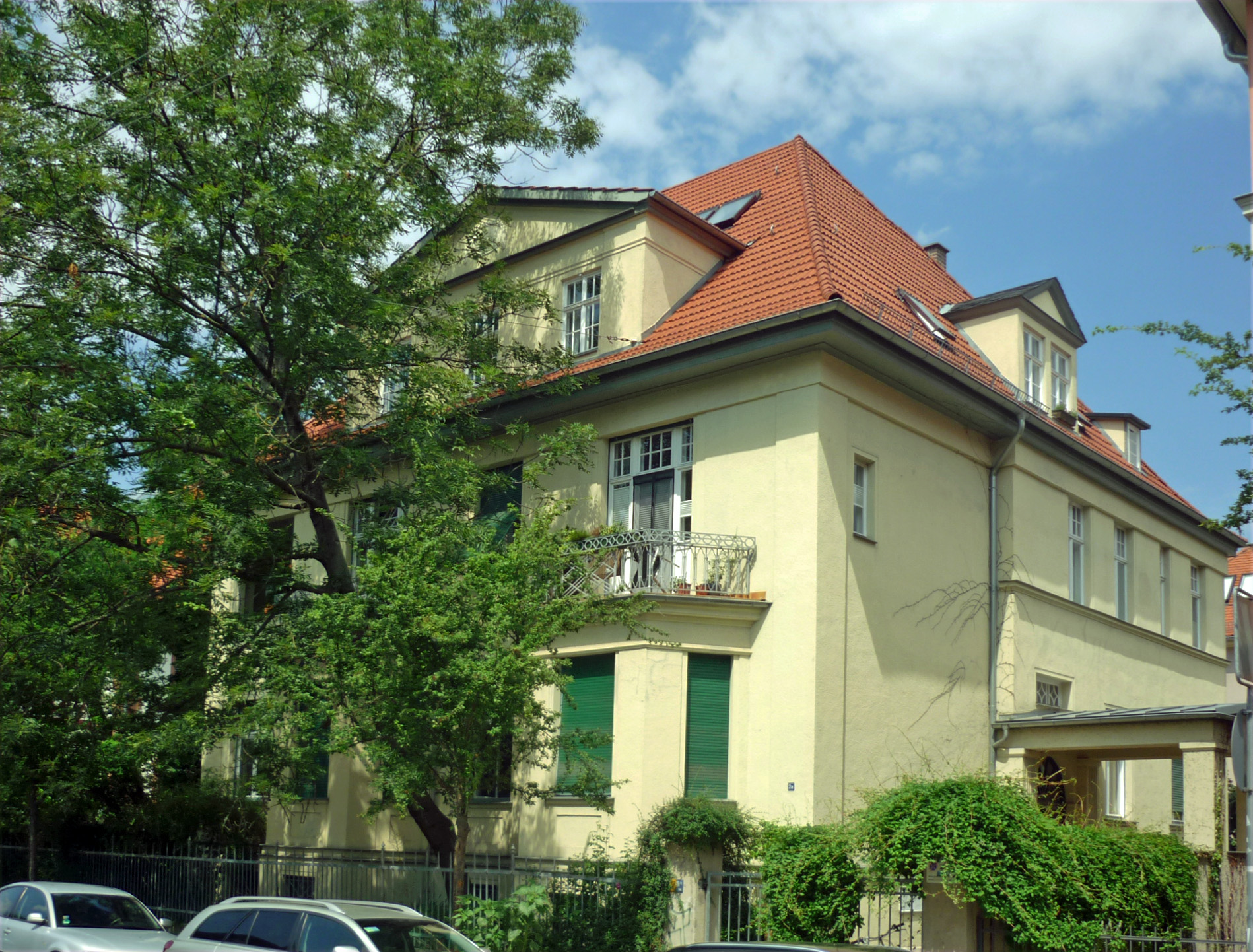
Schubertstraße 2a

Die Schubertstraße 2a ist ein Wohnhaus in der Westvorstadt von Weimar. Es ist denkmalgeschützt.
Das Gebäude entstand 1915/16 im Auftrag des Medizinalrates Dr. Armin Knopf nach dem Entwurf von Rudolf Zapfe. Zur Zeit seiner Erbauung hieß die Schubertstraße Bismarckstraße. Der zweigeschossige verputzte Bau gilt als qualitätvolles Beispiel der Reformarchitektur des frühen 20. Jahrhunderts. Es besitzt einen Vorgarten, um dessen Breite es von der Straßenflucht zurücktritt. Der kompakte Baukörper wird an der Straßenseite durch zwei polygonale Risalite mit Austritten ergänzt. Das Walmdach besitzt ein Zwerchhaus. In dessen Giebelfeld ist eine Schmuckkartusche angebracht mit der Jahreszahl 1916. An der Südwestecke befindet sich eine Loggia. An dieser Seite befindet sich eine Veranda.
Bemerkenswert ist die repräsentative Innenausstattung wie die Treppenpfosten, die Türen, der Parkettfußboden, die Rahmenstuckdecken und auch das Relief des Prometheus, an den sich der Adler des Zeus niedergesetzt hatte, das sich im Treppenhaus befindet. Prometheus wurde der griechischen Mythologie nach an den Tartarus gekettet und der Adler frisst von seiner Leber. Es war die Strafe für einen Betrug beim Tieropfer an den Zeus.